# Calvarietriptiek
De Calvarietriptiek is een altaarstuk uit circa 1464-1468 dat wordt bewaard in de Sint-Baafskathedraal te Gent. De maker is niet met zekerheid bekend. Het wordt meestal toegeschreven aan Justus van Gent, die het in Gent zou gemaakt hebben voordat hij naar Italië afreisde, waar hij enkele jaren aan het hof van Federico da Montefeltro in Urbino werkte. Het is na het Lam Gods van de gebroeders van Eyck het tweede belangrijke altaarstuk van de Vlaamse Primitieven dat zich in de Gentse hoofdkerk bevindt.

## Toeschrijving
Justus van Gent wordt meestal vereenzelvigd met Joos van Wassenhove, een schilder uit de omgeving van Hugo van der Goes, en het is juist Hugo van der Goes in wiens werk sporen van dit drieluik zijn terug te vinden, in het bijzonder in zijn Weense diptiek. Er zijn dan ook auteurs die menen dat het een vroeg werk van Van der Goes is. Elisabeth Dhanens hield het op een anonieme Gentse meester, die al dan niet Joos van Wassenhove kon zijn. Hugo van der Goes was bevriend met Joos van Wassenhove, die borg stond voor Van der Goes toen deze zich in 1467 liet inschrijven bij het Gentse schildersgilde. Joos van Wassenhove wordt als schilder in Gent vermeld vanaf 6 oktober 1464 tot en met 19 januari 1469. Het is goed mogelijk dat ze in deze jaren hebben samengewerkt.

## Voorstelling
Het middenpaneel wordt gedomineerd door de kruisiging met links op de voorgrond de bezwijmende Maria met haar metgezellen en rechts de centurion die in Jezus de zoon van God herkent. De gebaren en houdingen van de figuren op de Bewening van de Weense diptiek van Hugo van der Goes zijn variaties op die van de vrouwen rond Maria op het altaarstuk.
Het altaarstuk heeft een ongebruikelijke en complexe iconografie. Op de zijluiken zijn gebeurtenissen rond de uittocht uit Egypte afgebeeld, die hier worden geïnterpreteerd als voorafbeeldingen van het passieverhaal. Het linkerpaneel gaat over Mozes die bij Mara het bittere water zoet maakt door er een stuk hout in te werpen (Exodus 15) en later water uit de rots slaat als het Joodse volk van dorst dreigt om te komen (Exodus 17). Het rechterpaneel beeldt de oprichting van de koperen slang uit waarmee Mozes de giftige slangenbeten geneest (Numeri 21). De koperen slang, die in dit geval is gemodelleerd naar de draak op het Belfort van Gent, is een voorafbeelding van de kruisiging, een vergelijking die Jezus zelf maakt in zijn gesprek met Nikodemus: "Zoals Mozes de slang in de woestijn verhoogd heeft, zo moet ook de Zoon des mensen verhoogd worden, opdat ieder die gelooft, in Hem eeuwig leven heeft." (Johannes 3:14-15). Mozes, die het Joodse volk te drinken geeft, verwijst naar een tekst van Paulus, waarin hij schrijft dat "onze vaderen allen (...) in Mozes (...) dezelfde geestelijke drank dronken, want zij dronken uit een geestelijke rots, die met hen meeging, en die rots was de Christus." (1 Korintiërs 10:4). Daarnaast was Mozes die water uit de rots sloeg ook een voorafbeelding van de lansstoot.
De hagedisachtige "vurige slangen", die tussen de mannen onder aan de paal met de koperen slang wegvluchten, zijn vergeleken met Hugo's slang in het paradijs op het linkerpaneel van de Weense diptiek, terwijl de 'paradijsvogel' of feniks op hetzelfde schilderij te herkennen is op het linkerpaneel van de Calvarietriptiek, zittend boven het zoet gemaakte water. In beide gevallen lijkt hij naar de Verlossing te verwijzen. De bezwijmende Maria en de stervende man, linksonder op het rechterpaneel, keren zo'n vijftien jaar later terug op het schilderij De dood van Maria.

## Herkomst

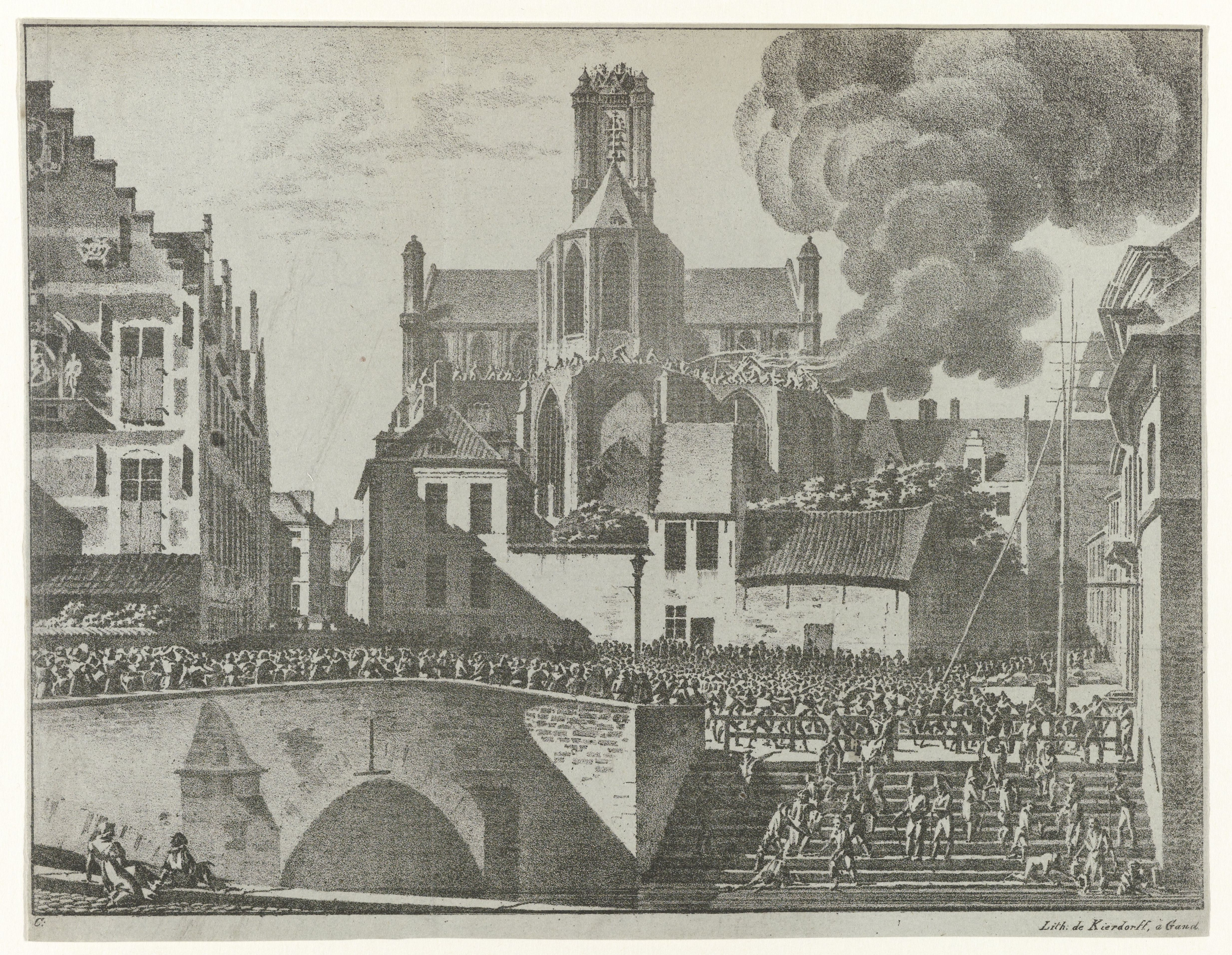
Franciscus Mattheus Kierdorff, De brand in 1822, lithografie, Rijksmuseum Amsterdam

Het altaarstuk bevindt zich nog altijd in de Sint-Baafskathedraal waarvoor het gemaakt is. Het werd waarschijnlijk geschonken door Laureins de Maech (overleden in 1469) en zijn echtgenote Louise van den Hove. Het stond aanvankelijk op het altaar in de Sint-Laurentiuskapel, maar het is niet zeker waar die kapel zich bevond. Later, mogelijk aan het begin van de 19e eeuw, werd het overgebracht naar de Askapel in de crypte, waar het sindsdien staat opgesteld.
Tijdens de brand in de kathedraal op 11 september 1822 is het altaarstuk beschadigd en daarna vooral aan de bovenkant gerepareerd en nogal ruw overgeschilderd. Het is opnieuw gerestaureerd in de 20e eeuw. In 2020 vond een bescheiden, conserverende restauratie plaats naar aanleiding van de inrichting van een nieuw bezoekerscentrum, waarbij ook de Askapel geklimatiseerd werd.